# Lennart Meri
Pour les articles homonymes, voir Meri.
Lennart Meri, né le 29 mars 1929 à Tallinn et mort le 14 mars 2006 dans la même ville, est un écrivain, cinéaste et homme d'État estonien. Il est ministre des Affaires étrangères de 1990 à 1992 et président de la République de 1992 à 2001. Francophile (il a étudié au lycée Janson de Sailly à Paris), il a traduit en estonien de nombreux écrivains dont Vercors et Marcel Aymé.

## Biographie

### Jeunesse et formation
Né à Tallinn, fils du diplomate et traducteur de Shakespeare Georg Meri, et de la Suédoise d'Estonie Alice-Brigitta Engmann, Lennart Meri quitte l'Estonie très jeune et étudie dans neuf écoles et quatre langues. Il vit notamment à Paris, où il fréquente le lycée Janson-de-Sailly. 
En 1941, peu après l'annexion de l'Estonie par l'Union soviétique, il est déporté avec sa famille en Sibérie, où il commence à travailler à l'âge de douze ans comme ouvrier forestier.
Revenu en Estonie, il suit des études d'histoire à l'université de Tartu où, en 1953, il obtient un doctorat, avec les félicitations du jury. 
Il parle couramment six langues, l'estonien, le finnois, le français, l'allemand, l'anglais et le russe.

### Carrière professionnelle
De 1953 à 1955, il travaille comme dramaturge au théâtre de Vanemuine à Tartu, puis comme producteur de pièces radiophoniques à la radio estonienne jusqu'en 1961. 
En 1958, un voyage en Asie centrale lui inspire son premier livre et lui révèle sa vocation d'écrivain. 
Au cours des décennies qui suivent, de nouveaux voyages dans des régions d'URSS difficiles d'accès lui fournissent la matière de nouveaux ouvrages, ainsi que de films documentaires dans lesquels il manifeste son intérêt pour la culture des petits peuples indigènes. 
Son film Les Vents de la Voie lactée (en coproduction avec la Finlande et la Hongrie) lui vaut une médaille d'argent au Festival du film de New York. 
En 1986, il est nommé docteur honoris causa de l'université d'Helsinki. 
Entre ses voyages, Lennart Meri traduit en estonien des ouvrages de nombreux auteurs étrangers comme Erich Maria Remarque, Graham Greene, Vercors, Pierre Boulle ou Alexandre Soljénitsyne. On lui doit également des essais spéculatifs sur l'histoire ancienne de l'Estonie et de la région baltique tel que Blanc d'argent.

### Carrière politique

#### Ministre des Affaires étrangères
À la fin des années 1980, Lennart Meri s'engage dans l'action politique. Il fonde l'Institut estonien en 1988, afin de développer les contacts culturels avec les pays occidentaux. Il devient ministre des Affaires étrangères le 12 avril 1990, dans le gouvernement d'Edgar Savisaar, issu des premières élections libres depuis l'occupation soviétique. À ce poste, il pose les bases de la politique étrangère de l'Estonie, jusqu'alors inexistante, et rassemble autour de lui de jeunes cadres efficaces et non compromis avec le régime soviétique. 
Parfaitement francophone et francophile, il aurait souhaité que la France s’intéresse davantage aux pays baltes, mais l'attitude hautaine et frileuse, par crainte des Soviétiques, de Roland Dumas, ministre des Affaires étrangères de François Mitterrand, le déçoit profondément en refusant de lui parler lors du sommet d'Helsinki de 1992 car ses conseillers lui avaient assuré que Meri candidat à la présidence de l'Estonie n'avait aucune chance.
Après le rétablissement de l'indépendance, il est nommé ambassadeur en Finlande le 23 avril 1992.

#### Président de la République

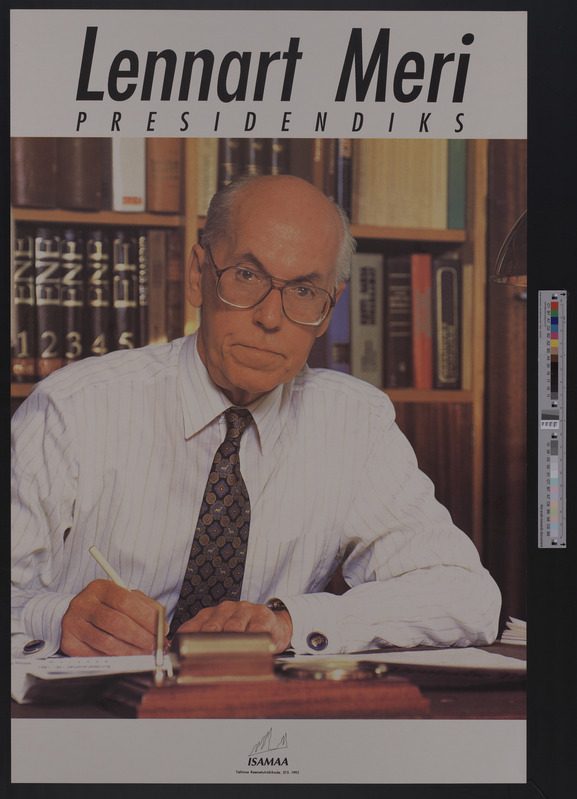
Affiche de la campagne présidentielle de 1992.

Le 20 septembre 1992, lors de la première élection présidentielle après l'indépendance de l'Estonie, il se place en deuxième position lors du vote populaire avec 29 % des voix, derrière Arnold Rüütel qui obtient 42 %. Lors du second tour organisé au Parlement le 5 octobre suivant, il est élu président de la République par 59 voix contre 31 pour son adversaire. Il entre en fonctions le lendemain pour un mandat de quatre ans. Le 20 septembre 1996, il est réélu pour un second mandat qui prend fin en octobre 2001. 
Il est jusqu'en 2004 l'un des 105 membres de la Convention sur l'avenir de l'Europe chargée de rédiger le traité établissant une Constitution pour l'Europe, représentant le gouvernement estonien.
En 2001, il devient membre de l'Académie estonienne des Sciences.
Lennart Meri décède le 14 mars 2006 des suites d'une tumeur du cerveau. Lors des cérémonies officielles, est jouée Für Lennart in memoriam du compositeur Arvo Pärt auquel Lennart Meri avait peu de temps avant son décès passé commande d'une œuvre.

## Vie familiale
Lennart Meri se marie deux fois. Sa première épouse, Regina, émigre en 1987 au Canada. En 1992, il épouse Helle Pihlak (née en 1949), comédienne au Théâtre dramatique estonien. Il a deux fils, Mart (né en 1959) et Kristjan (né en 1966), et une fille, Tuule (née en 1985).

## Ouvrages
Il a publié 11 livres et produit 5 films documentaires.

### Livres
- Kobrade ja karakurtide jälgedes, 1959, Eesti Riiklik Kirjastus (Livre de voyage en Asie centrale)
- Laevapoisid rohelisel ookeanil, 1961, Eesti Riiklik Kirjastus (Livre de voyage en Sibérie)
- Tulemägede maale. Reisipäevik 160. meridiaanilt, 1964, Eesti Riiklik Kirjastus  (Livre de voyage en Kamtchatka)
- Virmaliste väraval, 1974, Eesti Raamat
- Hõbevalge, Lennart Meri Euroopa SA, 1976
- Lähenevad rannad, 1977, Eesti Raamat
- Hõbevalgem, 1984, Lennart Meri Euroopa SA
- Tulen maasta, jonka nimi on viro, 1995
- Presidendkõned, 1996 (discours présidentiels)
- Tacituse tahtel, 2000 (in mare nostrum - mare balticum)
- Riigimured, 2001
- Poliitiline testament, 2007

### Traduits en français
- Lennart Meri, Dans le silence des glaces [« Virmaliste väraval »], Radouga, 1986, 349 p.

### Livres traduits par L. Meri
- Graham Greene Our Man in Havanna ;
- Marcel Aymé La Tête des autres ;
- Pierre Boulle La Planète des singes ;
- Alexandre Soljenitsyne Un jour dans la vie d'Ivan Denisovitch.

### Films documentaires
- Veelinnurahvas, (1970)
- Linnutee tuuled (1978)
- Kalevala hääled (1986)  (Les Sons du Kalevala)
- Toorumi pojad – ostjakkien karhunpeijaiset (1989) (Les fils de Thorum)
- Šamaan (1990)

## Décorations et distinctions

### Décorations
- Danemark : chevalier de l'ordre de l'Éléphant, 1994
- Mexique : grand-croix de l'ordre de l'Aigle aztèque, 1995
- Suède :  chevalier de l'ordre des Séraphins, 1995
- Finlande : grand-croix de l'ordre de la Rose blanche avec collier, 1995
- Estonie : collier de l'ordre de la Croix de Terra Mariana, 1995
- Lettonie : ordre des Trois Étoiles de première classe avec collier, 1996
- Hongrie : grand-croix de l'ordre du Mérite hongrois, 1997
- Italie : grand-croix de l'ordre du Mérite de la République italienne, 1997
- Lituanie: grand-croix de l'ordre de Vytautas le Grand, 1997
- Pologne : grand-croix de l'ordre de l'Aigle blanc, 1998
- Norvège : chevalier grand-croix de l'ordre de Saint-Olaf, 1998
- Islande : chevalier grand-croix de l'ordre du Faucon, 1998
- Grèce : grand-croix de l'ordre du Sauveur, 1999
- Allemagne : grand-croix de classe spéciale de l'ordre du Mérite de la République fédérale d'Allemagne, 2000
- Estonie : ordre du Blason national de première classe, 2006
- Estonie : collier de l'ordre du Blason national (Posthume), 2008
- France :  Grand-croix de la Légion d'honneur, 2001

### Distinctions
- Prix de la langue Johann-Wiedemann, 1995
- Européen de l'année, 1998